# Ambassis gymnocephalus
Ambassis gymnocephalus es una especie de pez del género Ambassis, familia Ambassidae. Fue descrita científicamente por Lacepède en 1802.
Se distribuye por la región del Pacífico Indo-Occidental: Sudáfrica hasta Filipinas, el norte a Taiwán y el sur hasta Australia. La longitud total (TL) es de 16 centímetros. Habita en aguas poco profundas y se alimenta principalmente de crustáceos, así como también de peces, huevos y larvas de peces.
Está clasificada como una especie marina inofensiva para el ser humano.